# Pai da Pátria

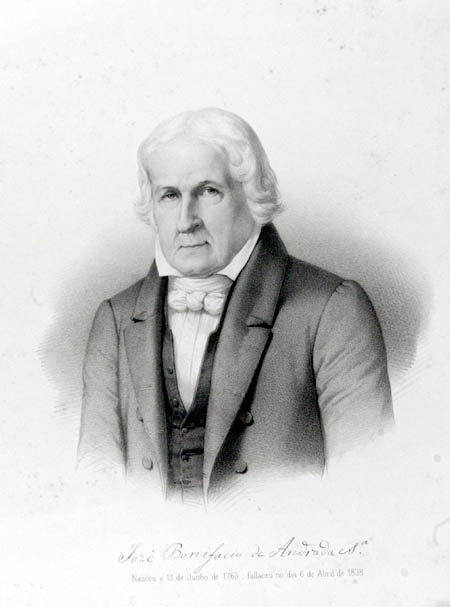
José Bonifácio de Andrada e Silva, chamado de Patriarca da Independência do Brasil.

Pai da Pátria é um título simbólico, com origens na figura do pater patriae da Roma Antiga, que tem em alguns países servido para simbolizar o papel preponderante de determinada personalidade na formação da unidade nacional ou de sua independência. Assume, assim, papel de modelo de heroísmo, sendo digno de respeito e veneração dos pósteros.

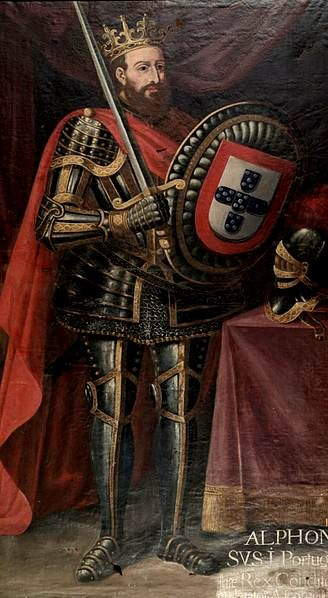
D. Afonso Henriques, fundador de Portugal.

## Histórico
Em Roma Antiga, o título de Pater Patriae era outorgado pelo senado romano, e o primeiro que o recebeu foi o orador Marco Túlio Cícero.

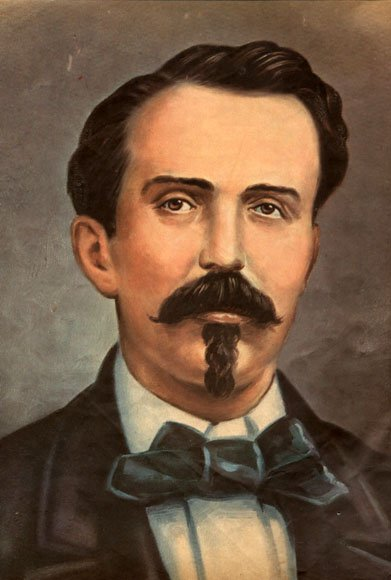
Carlos Manuel de Céspedes, Pai da Pátria de Cuba.

O conceito ganha outros contornos em Hobbes, para quem na figura do rei está inerente a qualidade de pai da pátria: "...pois o rei, que é o pai da pátria, conta-vos de suas necessidades. Não: é a pátria mesma (Patria ipsa) que vos fala por meio dele." Esta visão filosófica pode ser interpretada como sendo o rei pai da pátria, sua voz reflete a da própria nação.

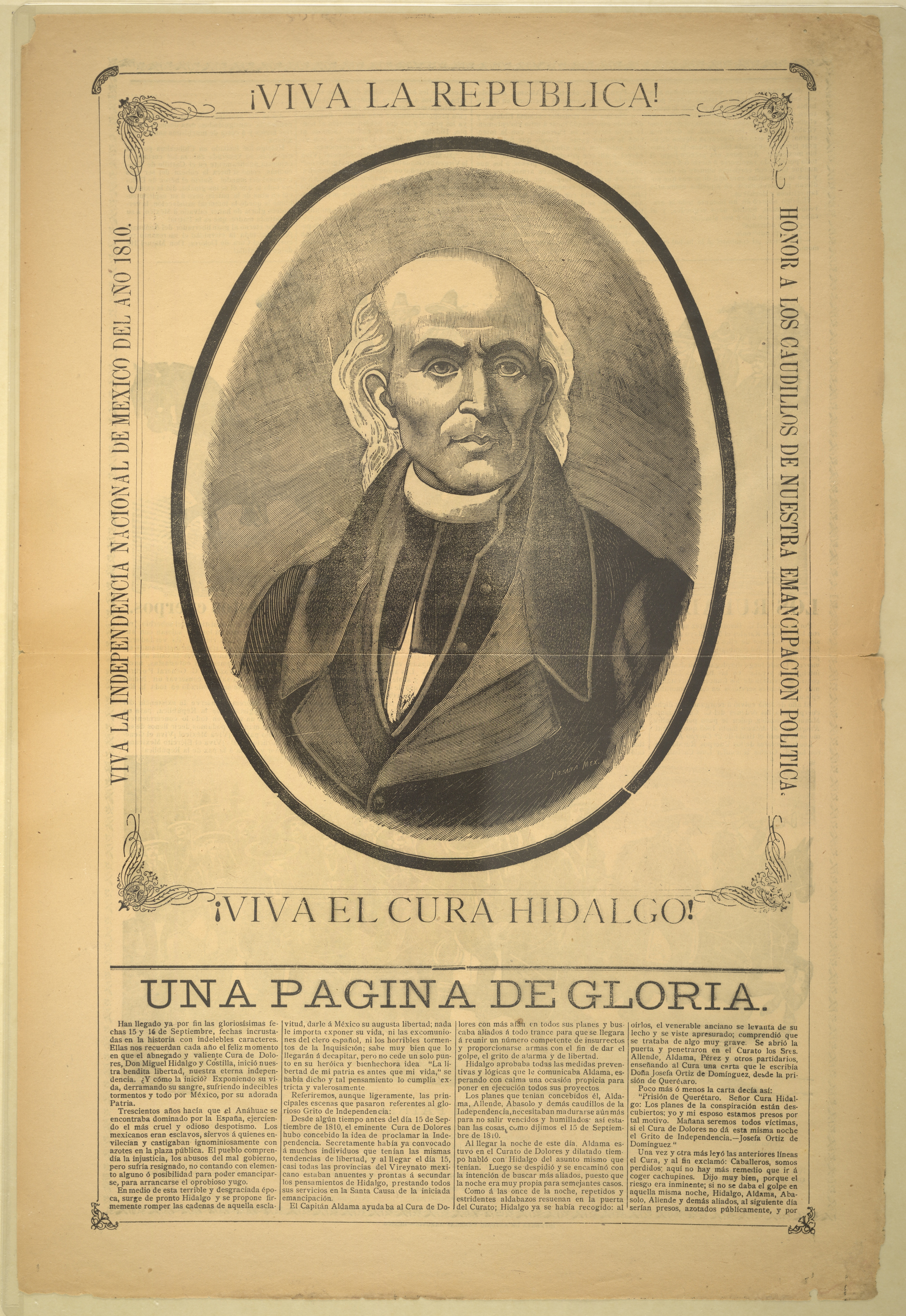
Miguel Hidalgo y Costilla, considerado Pai da Independência Mexicana.

Em Portugal, a figura de D. Afonso Henriques assume o papel de formador inicial da nação lusitana, sendo portanto chamado de Fundador de Portugal.

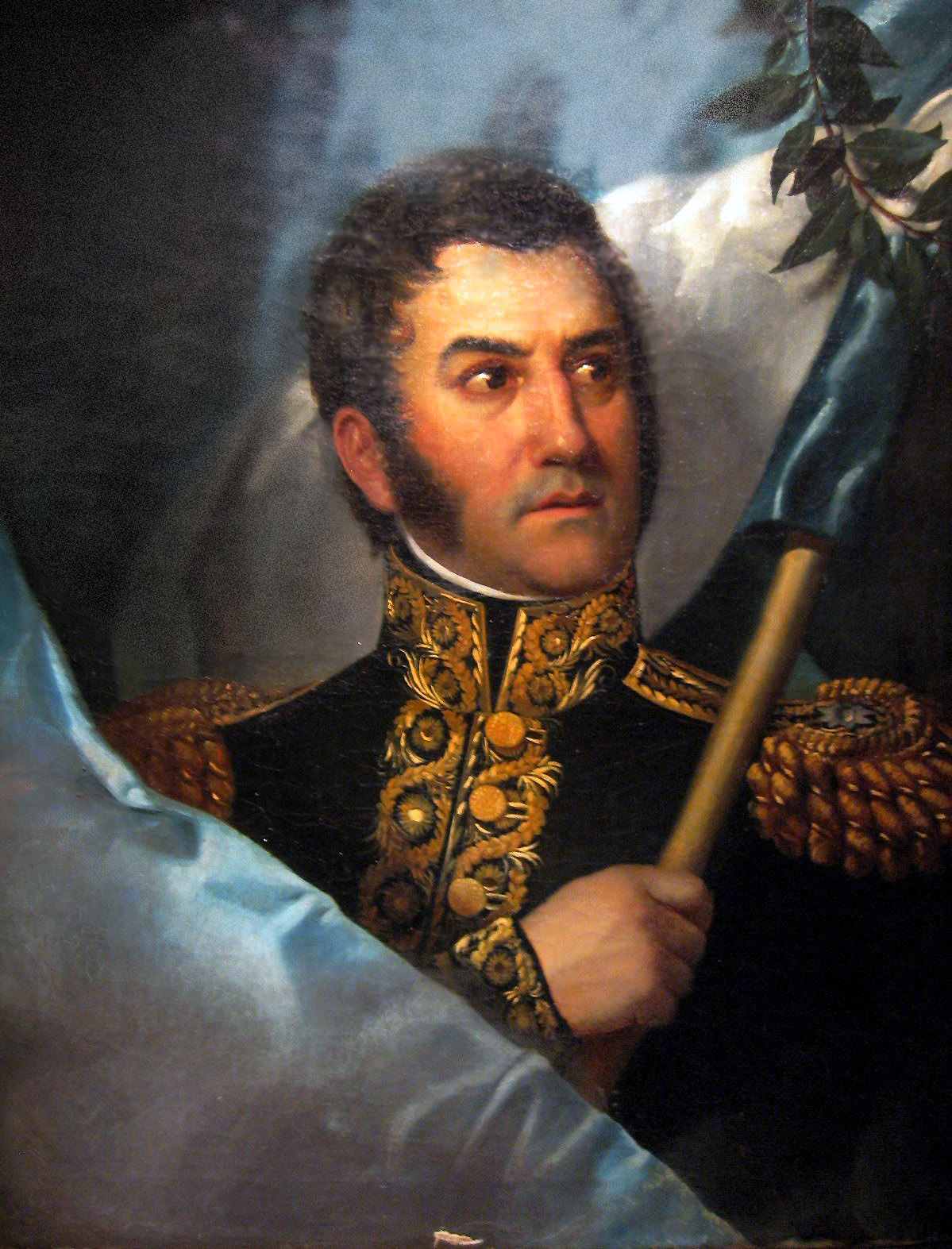
José de San Martín, Pai da pátria Argentina.

No Brasil, José Bonifácio ainda em vida assistiu se consolidarem epítetos como Pai da Pátria (junto ao Imperador D. Pedro I ou Patriarca da Independência, como numa carta que lhe fora dirigida pelo General Labatut, em 1822.
A expressão tem uso também pejorativo, como na farsa O Pai da Pátria, de Bento Faria e Ernesto Rodrigues.
Pai da Nação é o título oficial dado a Mahatma Gandhi, na Índia (राष्ट्रपिता) e a Sun Yat-sen em Taiwan (國父). Alguns são considerados pais de várias pátrias, como é o caso de Simón Bolívar, libertador da Venezuela, Colômbia, Panamá, Equador, Peru e Bolívia ou José de San Martin, pai da pátria Argentina e Peru.

## Relação por países
| País                 | Personalidade |
| -------------------- | --- |
| Afeganistão          | Mohammed Zahir Shah |
| África do Sul        | Nelson Mandela |
| Argentina            | José de San Martín |
| Bangladesh           | Sheikh Mujibur Rahman |
| Botswana             | Sir Seretse Khama |
| Bolívia              | Simón Bolívar |
| Brasil               | Dom Pedro I, José Bonifácio de Andrada e Silva, Maria Leopoldina |
| Chile                | Bernardo O'Higgins |
| Colômbia             | Simón Bolívar |
| Coreia do Norte      | Kim Il-sung |
| Coreia do Sul        | Syngman Rhee |
| Cuba                 | Carlos Manuel de Céspedes |
| Equador              | Simón Bolivar |
| El Salvador          | José Matías Delgado |
| Estados Unidos       | George Washington |
| Haiti                | Jean Jacques Dessalines |
| Hungria              | Árpad, Estêvão I da Hungria |
| Índia                | Mohandas Gandhi |
| Indonésia            | Achmed Sukarno |
| Itália               | Giuseppe Garibaldi, Vitor Emanuel II |
| Japão                | Imperador Jimmu |
| Quênia               | Jomo Kenyatta |
| Malaui               | Hastings Kamuzu Banda |
| México               | Miguel Hidalgo y Costilla |
| Panamá               | Simón Bolívar |
| Paquistão            | Muhammad Ali Jinnah |
| Paraguai             | Fulgencio Yegros |
| Peru                 | A denominação "Padres de la Patria" neste país faz referência aos primeiros congressistas da República, além do general San Martín.                                                     |
| Portugal             | D. Afonso Henriques |
| República Dominicana | Juan Pablo Duarte, Francisco del Rosario Sánchez, Matías Ramón Mella |
| Taiwan               | Sun Yat-sen |
| Turquia              | Mustafa Kemal Atatürk |
| Uruguai              | José Gervasio Artigas |
| Venezuela            | Simón Bolívar |
| Vietnam              | Ho Chi Minh |
| União Europeia       | Konrad Adenauer, Joseph Bech, Jacques Delors, Alcide Degasperi, Sicco Mansholt, Jean Monnet, Lorenzo Natali, Robert Schuman, Mário Soares, Paul-Henri Spaak, Simone Veil, Pierre Werner |